# Half Hour of Power
Half Hour of Power — дебютний мініальбом канадського гурту Sum 41. Виданий 27 червня 2000 року лейблом Big Rig Records (підрозділ Island Records) та Aquarius. Деякі джерела вказують, що це студійний альбом, проте це не є вірним визначенням релізу. Загальна тривалість композицій становить 30:00. Альбом відносять до напрямків панк-рок і поп-панк.
Пісня «Dave's Possessed Hair» була перезаписана під назвою «What We're All About» для саундртеку до фільму Людина-павук. Пісня 32 Ways to Die є посиланням на трек 99 Ways to Die гурту Megadeth.

## Список пісень
| #     | Назва | Тривалість |
| ----- | --- | ---------- |
| 1.    | «Grab the Devil by the Horns and Fuck Him Up the Ass» (Instrumental)                                                  | 1:07       |
| 2.    | «Machine Gun» | 2:29       |
| 3.    | «What I Believe» | 2:50       |
| 4.    | «T.H.T.» | 0:44       |
| 5.    | «Makes No Difference»                                                                                                 | 3:10       |
| 6.    | «Summer» | 2:40       |
| 7.    | «32 Ways to Die» (Instrumental)                                                                                       | 1:31       |
| 8.    | «Second Chance for Max Headroom»                                                                                      | 3:51       |
| 9.    | «Dave's Possessed Hair" / "It's What We're All About»                                                                 | 3:48       |
| 10.   | «Ride the Chariot to the Devil» (Instrumental)                                                                        | 0:55       |
| 11.   | «Another Time Around» (Actual song ends at 3:22 with added silence afterwards bringing the EP's length to 30 minutes) | 6:52       |
| 30:00 | |            |

## Чарти
| Чарти (2000–01)                        | Найвища позиція |
| -------------------------------------- | --------------- |
| США Top Heatseekers Albums (Billboard) | 36              |
| США Billboard 200                      | 176             |